# Alexander Rabinowitch
Alexander Rabinowitch (* 30. August 1934 in London) ist ein US-amerikanischer Historiker und emeritierter Professor an der Indiana University Bloomington. Er gilt als Experte für die Geschichte Russlands und der Sowjetunion.
Rabinowitch ist ein Sohn des Biophysikers Eugene Rabinowitch. Er nahm eine Vorreiterrolle bei der wissenschaftlichen Aufarbeitung der beiden Revolutionen des Jahres 1917 ein. 1991 erhielt er als einer der ersten Wissenschaftler aus dem Westen Zugang zu sowjetischen Archiven, um die Geschichte der Kommunistischen Partei zu rekonstruieren. Ab 1993 konnte er auch die ehemaligen KGB-Archive einsehen. Weitere Schwerpunkte seiner Forschungen bildeten die Sowjetunion im Zweiten Weltkrieg und die sowjetisch-amerikanischen Beziehungen. 
Seit 2013 ist er Forschungsstipendiat des St. Petersburger Instituts für Geschichte der Russischen Akademie der Wissenschaften und arbeitet an einem vierten Band zur Geschichte des Sowjetunion, der sich von 1919 bis 1920 erstrecken wird.

## Werke
- Prelude to Revolution The Petrograd Bolsheviks and the July 1917 Uprising, 1968 ISBN 0253206618
- Revolution and Politics in Russia, 1973 ISBN 0253390419
- The Bolsheviks Come to Power: The Revolution of 1917 in Petrograd, 1976 ISBN 193185985X

- dt. Die Sowjetmacht: Die Revolution der Bolschewiki 1917, 2012 ISBN 388634097X

- The Bolsheviks in Power: The First Year of Soviet Rule in Petrograd, 2007 ISBN 0253220424

- dt. Die Sowjetmacht: Das Erste Jahr, 2010 ISBN 3886340902

## Quelle
- mehring-verlag.de